# Janusz Hamerszmit
Janusz Hamerszmit (ur. 20 maja 1947 w Warszawie, zm. 4 lipca 2009 w Białymstoku) – polski aktor i reżyser teatralny, aktor filmowy.

## Życiorys
Współpracował jako reżyser z Teatrem Dramatycznym w Białymstoku.
Bratanek ks. Kazimierza Hamerszmita (1916–1996).